# Associazione Calcio Villasanta 1951-1952
Questa voce raccoglie le informazioni riguardanti l'Associazione Calcio Villasanta nelle competizioni ufficiali della stagione 1951-1952.

## Rosa
| N. |                   | Ruolo | Calciatore       |
| -- | ----------------- | ----- | ---------------- |
|    | Italia (bandiera) | C     | Attilio Cattaneo |
|    | Italia (bandiera) | C     | S. Dal Col       |
|    | Italia (bandiera) | A     | Erba I           |
|    | Italia (bandiera) | A     | Erba II          |
|    | Italia (bandiera) | A     | Mario Ferrari    |
|    | Italia (bandiera) | D     | Galbiati         |

| N. |                   | Ruolo | Calciatore        |
| -- | ----------------- | ----- | ----------------- |
|    | Italia (bandiera) | D     | D. Lazzari        |
|    | Italia (bandiera) | A     | L. Sala           |
|    | Italia (bandiera) | C     | A. Teruzzi        |
|    | Italia (bandiera) | A     | Ugo Trabattoni    |
|    | Italia (bandiera) | P     | Villa             |
|    | Italia (bandiera) | A     | Giovanni Zuanazzi |